# جيمس شيبرد فريمان

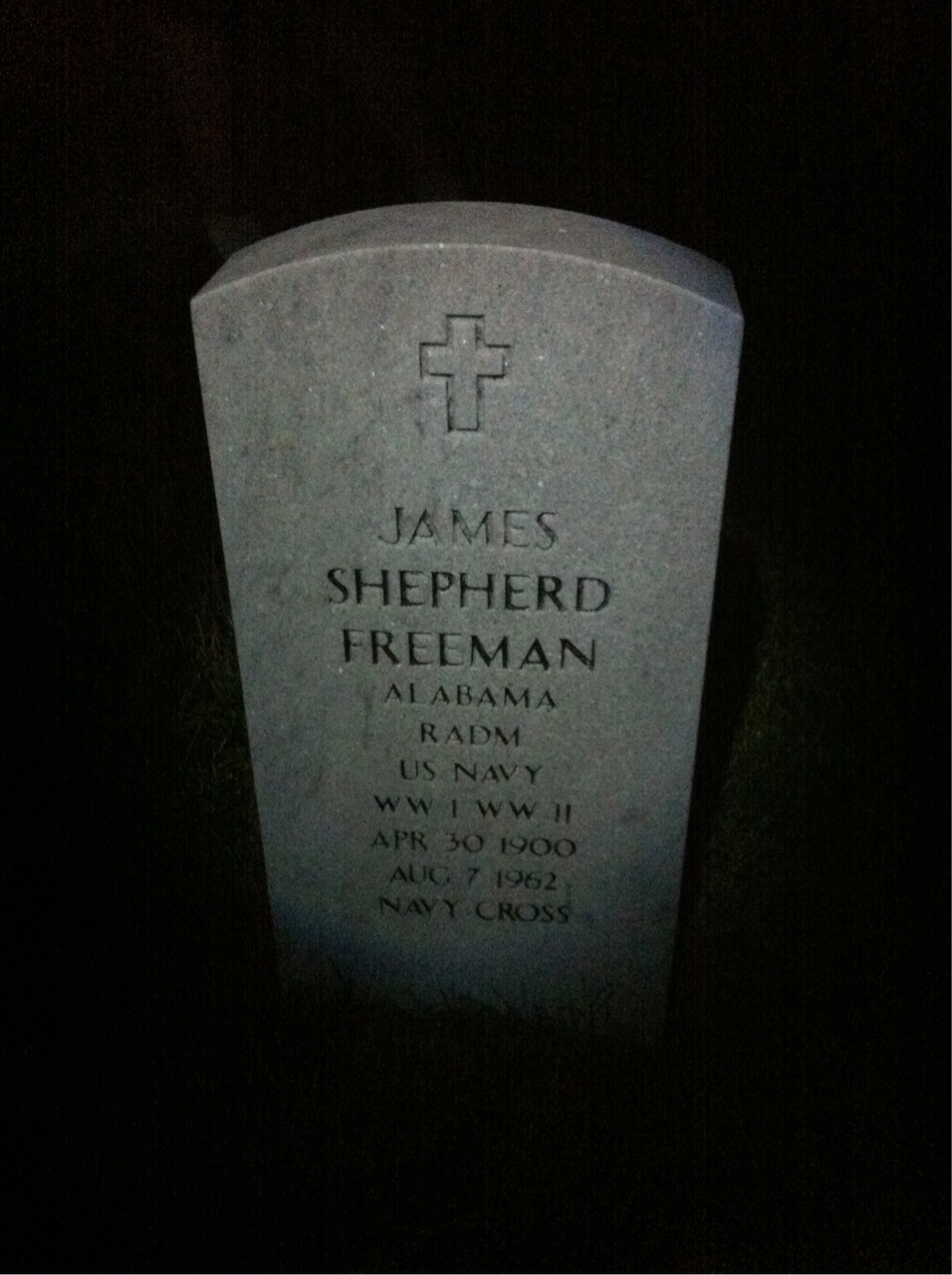
قبر جيمس شيبارد فريمان في مقبرة أرلينغتون الوطنية

جيمس شيبرد فريمان (بالإنجليزية: James Shepherd Freeman) هو ضابط أمريكي، ولد في 30 أبريل 1900 في جاسبر في الولايات المتحدة، وتوفي في 7 أغسطس 1962 في بيثيسدا في الولايات المتحدة.